# 巴山駅
巴山駅 （ばさんえき、簡体字:巴山站、拼音: Bāshān zhàn）は中華人民共和国陝西省漢中市鎮巴県に位置する中国国鉄の駅である。襄陽駅より497キロ、 重慶駅より402キロ、陝西省の最南端の駅でもあるため、重慶方は川陝省境の大巴山脈を貫く全長5,334メートルの大巴山トンネルがある。現在当駅の停車列車は安康発達州行きの6065次普通旅客列車のみである。

## 隣の駅
中国国鉄
襄渝線(下り線)
官渡駅 - 巴山駅 - 麻柳駅